# Wacław Geiger
Wacław Geiger (* 25. Juni 1907 in Krakau; † 30. April 1988 in Zakopane) war ein polnischer Komponist, Dirigent und Musikpädagoge.
Geiger hatte von 1915 bis 1918 privaten Klavierunterricht in Zakopane. Nach dem Krieg zog er mit seiner Familie nach Jaworzno und besuchte bis 1927 das Gymnasium in Chrzanów. Daneben nahm er Privatstunden in Orgel, Bratsche und Cello und hatte einige Zeit Klavierunterricht bei seiner Tante Wilhelma Geiger, einer Schülerin von Aleksander Michałowski. Von 1925 bis 1926 besuchte er das Musikinstitut in Krakau, wo er Klavier bei Maria Naziemska, Cello bei Ferdynand Macalik, Gesang bei Zofia Bandrowska-Osmecka und Musiktheorie bei Barnardino Rizzi studierte.
Wegen finanzieller Probleme musste er das Studium abbrechen und arbeitete einige Zeit als Stummfilmpianist in Krakau und benachbarten Städten. Ab 1927 studierte er ein Jahr lang Jura an der Jagiellonen-Universität, danach ging er an das Konservatorium der Musikgesellschaft Krakau und studierte dort Sologesang bei Helena Zboińska-Ruszkowska, Dirigieren bei Zbigniew Dymmek und Komposition bei Bolesław Wallek-Walewski.
Nach dem Abschluss arbeitete er als Begleiter des Bläserensembles der Musikgesellschaft, Dirigent am Theater des Hauses der Soldaten, musikalischer Leiter des Gesangsvereins Lutnia und des Ensembles Lutnia Robotnica. Zwischen 1937 und 1939 trat er auch als Bariton an der Krakauer Oper auf, zudem arbeitete er für den Rundfunk in Krakau.
Nach dem Zweiten Weltkrieg wurde er Musikdirektor des polnischen Radios in Krakau. Er war Leiter des Chores der Krakauer Philharmonie und des Ensembles des Wesoła Gromadka-Theaters. Von 1948 bis 1950 war er Direktor des städtischen Sinfonieorchesters in Tschenstochau, danach bis 1952 musikalischer Leiter des Musiktheaters in Łódź. Ab 1953 wirkte er in Warschau als Dirigent an der Staatsoperette und im Studienjahr 1958–59 als Dozent an der Staatlichen Musikhochschule.
Von 1959 bis 1963 lebte er in Bialystok, wo er bis 1963 das örtliche Sinfonieorchester leitete und an Musikschulen unterrichtete und dann als Chordirigent wirkte. Außerdem leitete er von  1961 bis 1963 die Staatsoperette in Lublin. Ab 1963 lebte er in Zakopane, wo er sich vorrangig auf die Lehrtätigkeit konzentrierte, daneben aber auch Gesangsklassen und Chöre leitete und in verschiedenen Musikorganisationen aktiv war.

## Werke
- Siedem pieśni kościelnych für Stimme und Orgel (1924–28)
- Missa brevis (1927)
- Pieśń tęsknoty (1927)
- Osiem pieśni für Bariton und Klavier (1930)
- Disce puer, 24 Etüden für Klavier (1930)
- Trzy pieśni für Bassbariton (1930–32)
- Kwartet smyczkowy (1931)
- Do Boga, Motette (1931)
- Msza łacińska (1932)
- Pięć pieśni kościelnych für Stimme und Orgel (1932–43)
- Tajemnica fali, Lied für Sopran und Klavier (1934)
- Trio smyczkowe d-moll (1939)
- Zięć firmy Klops, Operette (1939)
- Dożynki für Solostimmen, Chor und Orchester (1940)
- Siedem pieśni (1940–43)
- Duettino für Violine und Viola (1941)
- Pięć kolęd (1941)
- Preludium, allegro i fuga für Streichtrio (1942)
- Siedem pieśni góralskich (1942)
- Trzy góralskie poematy pieśniowe (1942)
- Trzy pieśni góralskie (1942)
- Tatrami, Suite für Solostimme, Chor und Orchester (1942)
- Suita na Zmartwychwstanie Pańskie für Solostimmen, Knabenchor und Streichquintett (1943)
- Pieśń tęsknoty (Version III, 1944)
- Msza łacińska (1944)
- Wesele lalki, Kinderoper (1947)
- Pieśń o zdobywcy słońca für Solostimmen, Chor und Orchester (1947)
- Ballada zbójnicka für Klavier (o. D.)